# Vandets Dag
Vandets Dag eller Verdens Vanddag er en FN-temadag der finder sted hvert år d. 22. marts for at sætte fokus på drikkevandet.
Dagen blev først formelt foreslået i Agenda 21 fra FN's konference for miljø og udvikling i Rio de Janeiro i 1992 og derefter vedtaget på FN's generalforsamling samme år. Den er efterfølgende blevet afholdt siden 1993.
| Geografi/geologi | Spire Denne artikel om geografi er en spire som bør udbygges. Du er velkommen til at hjælpe Wikipedia ved at udvide den. |